# Johann Herrmann Tellmann

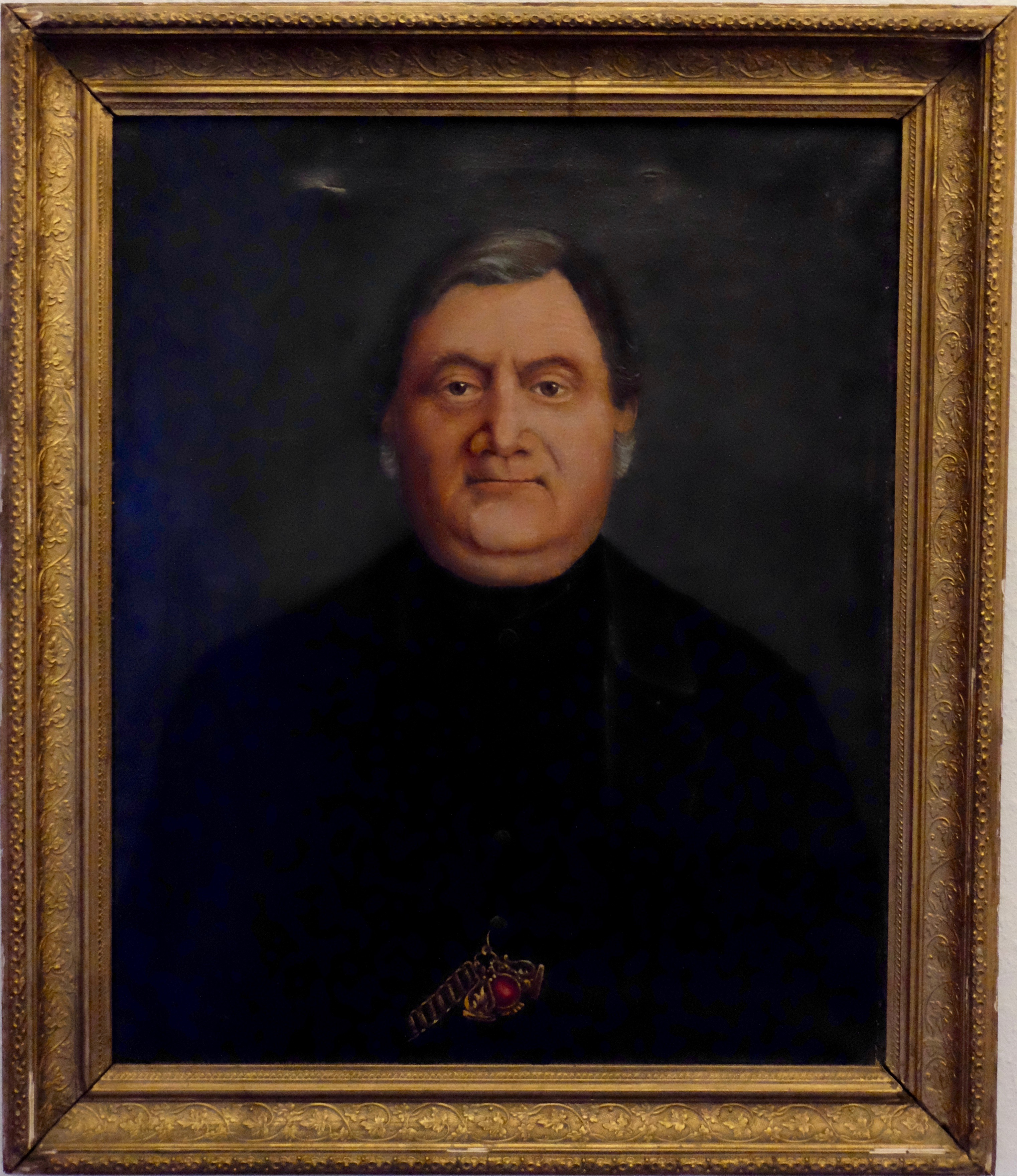
Ölgemälde des Bürgermeisters aus dem Jahr 1843. Angefertigt zum Amtsantritt, dieses Gemälde ist das letzte seiner Art in Bosau, da Tellmann die Kosten für die Anfertigung als ungerechtfertigt betrachtete und daher verfügte, für seine Nachfolger lediglich Graphitskizzen anzufertigen.

Johann Herrmann Tellmann (* 6. Oktober 1793 in Bosau; † 4. Januar 1851 ebenda) war ein deutscher Postbeamter sowie Bürgermeister von Bosau.

## Leben
Der Protestant Johann Herrmann Tellmann wurde als Sohn des Landwirts Georg Tellmann im Landkreis Plön in Bosau geboren. Johann Herrmann hatte einen älteren Bruder, Friedrich Georg, der als Gärtner am Plöner Schloss angestellt war. 1813 heiratete Tellmann Anna Margarethe Franck, die Tochter des Dorfschullehrers von Dersau, August Franck. Die Eheleute Tellmann hatten einen Sohn, Hans-Rudolf Tellmann (1824–1878).
Johann Herrmann Tellmann arbeitete ab 1809 im Landespostdienst und übernahm im Jahr 1843 das Bürgermeisteramt in seiner Heimatstadt Bosau am Großen Plöner See.

## Amtszeit (1843–1851)

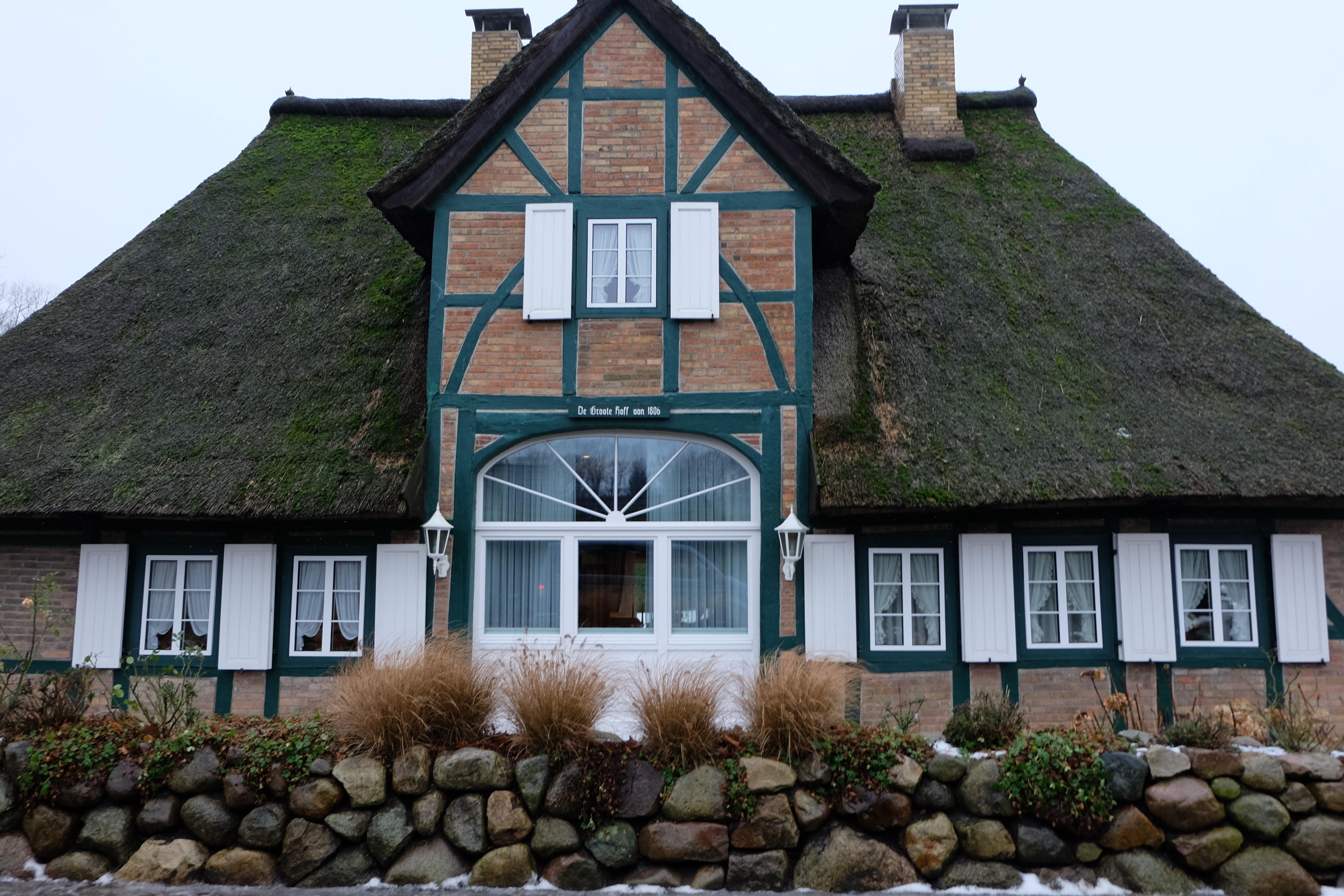
Das „Groote Huus“ in Bosau, ehemaliger Amtssitz des lokalen Bürgermeisters

In seine Amtszeit fiel die Veräußerung des prunkvollen Amtssitzes des Bürgermeisters, des sogenannten „de Groote Hoss“, das 1806 von seinem Amtsvorgänger unter starker Belastung der Steuerzahler errichtet worden war.
Tellmann erachtete die hohen Ausgaben für dieses Gebäude als unverhältnismäßig in Anbetracht der zunehmenden Armut der Bevölkerung und setzte sein Vorhaben, den Amtssitz aufzulösen, gegen starke Widerstände in der Gemeinde durch. Die Einnahmen aus dem Verkauf nutzte Tellmann zum großen Teil zur Finanzierung der unter ihm etablierten Armenspeisung im Ort. Diese Maßnahme wurde in späteren Jahren weiterhin durch seinen Bruder Friedrich Georg unterstützt, der auf dem Anwesen des Plöner Schlosses unbemerkt Gemüse anbaute, das er der Speisung zur Verfügung stellte. Die Armenspeisung war durch den aus ihr resultierenden gesteigerten Gesundheitszustand der Bevölkerung einer der Gründe für den wirtschaftlichen Aufschwung Bosaus.
Nach dem plötzlichen Tod Tellmanns im Januar 1851, um den sich mehrere Gerüchte ranken, wurde ihm aus Dankbarkeit für seine Verdienste an der Gemeinde eine Grabstelle an prominenter Stelle vor der Petrikirche zugeteilt. Das Grabkreuz ist noch heute gut erhalten.

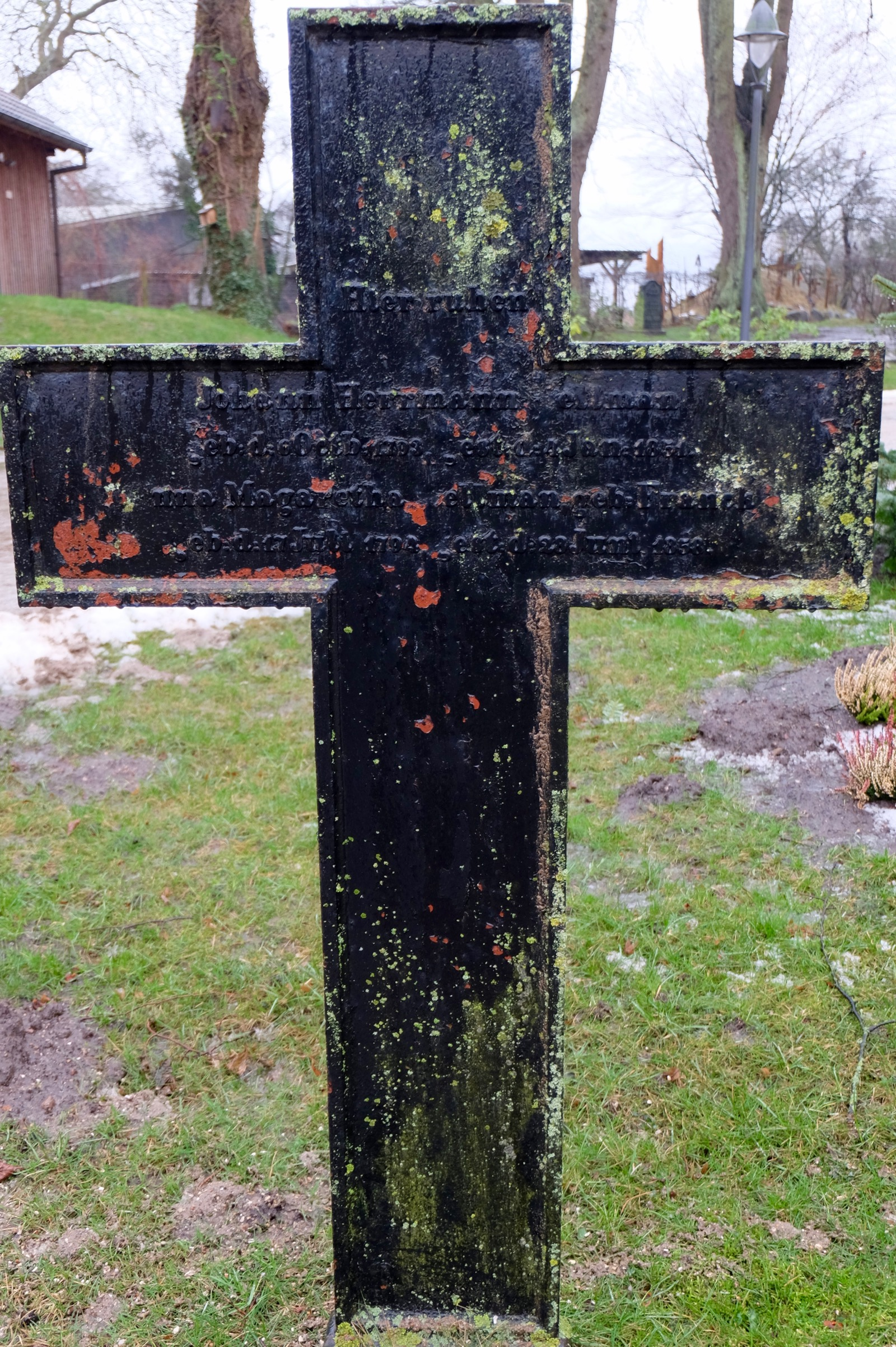
Grabkreuz der Eheleute Tellmann vor dem Hauptportal der Petrikirche in Bosau

| Personendaten    | Personendaten                                       |
| ---------------- | --------------------------------------------------- |
| NAME             | Tellmann, Johann Herrmann                           |
| KURZBESCHREIBUNG | deutscher Postbeamter sowie Bürgermeister von Bosau |
| GEBURTSDATUM     | 6. Oktober 1793                                     |
| GEBURTSORT       | Bosau                                               |
| STERBEDATUM      | 4. Januar 1851                                      |
| STERBEORT        | Bosau                                               |